# Pope-Tribune

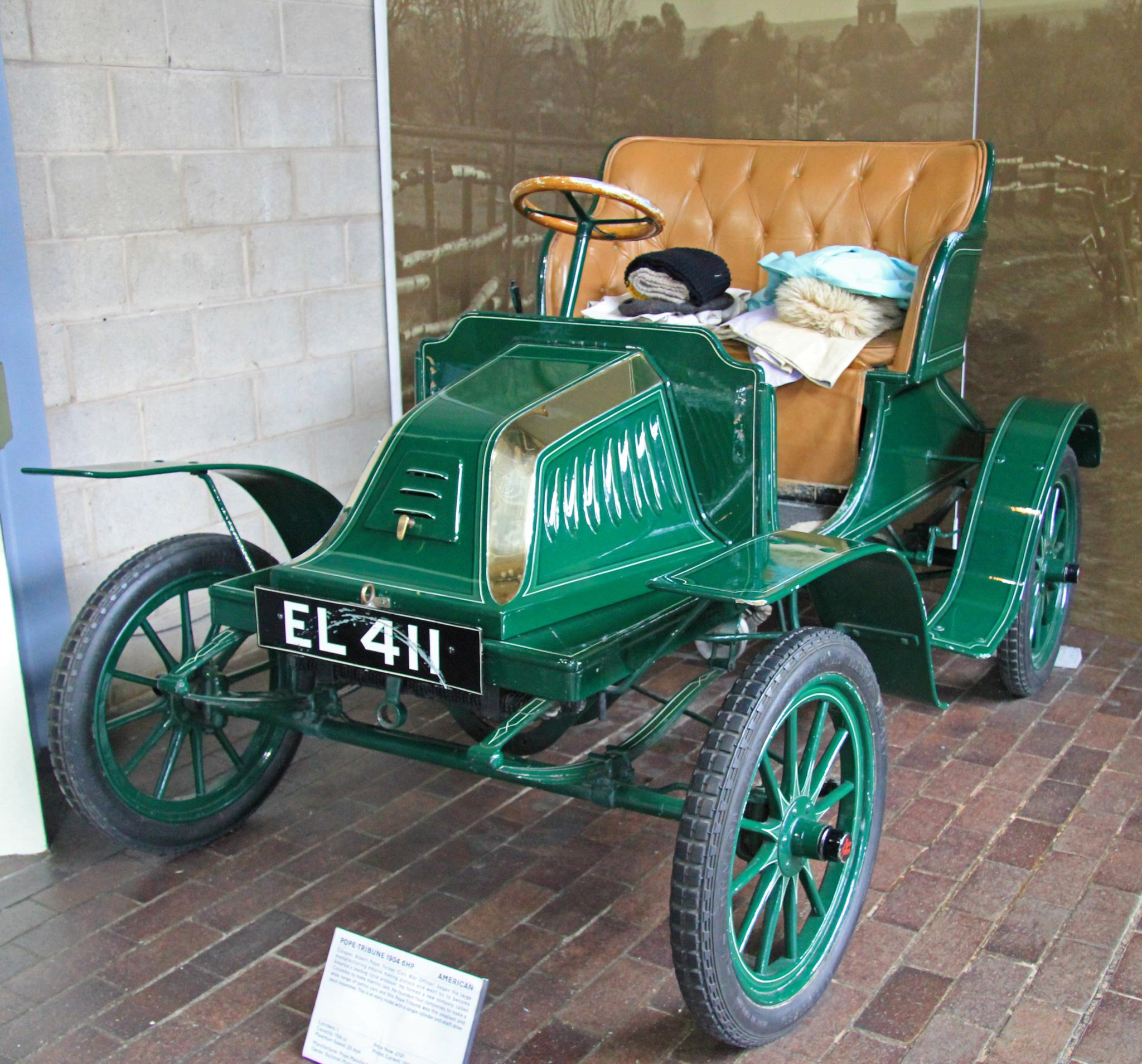
Pope-Tribune 6 HP von 1903 im National Motor Museum in Beaulieu.

Pope-Tribune während des London to Brighton Veteran Car Run 2009.

Pope-Tribune war eine US-amerikanische Automarke, die von 1904 bis 1908 in Hagerstown (Maryland) hergestellt wurde. Das Werk gehörte ursprünglich der Crawford Bicycle Company, die zu Colonel Albert A. Popes Bicycle Trust gehörte. Harold Pope, ein Sohn von Albert Pope, leitete das Werk.

## Beschreibung
Ab 1904 wurde zunächst ein Einzylinder-Runabout gebaut, der für 650 US-Dollar verkauft wurde. Pope-Tribune war somit die Billigmarke im Pope-Imperium. Im Folgejahr kam ein viersitziger Tonneau dazu, der mit Zweizylindermotor ausgestattet war und ebenfalls für unter 1000 US-Dollar angeboten wurde. 1907 waren die Ein- und Zweizylindermodelle verschwunden, und das als Runabout oder Tourenwagen verfügbare Model X mit 20-bhp-Vierzylindermotor (14,7 kW) kostete schon 1750 US-Dollar.
1908 wurden die Wagen noch größer und teurer, aber die Kunden waren an der Marke nicht mehr interessiert. Das Werk hatte nie auch nur einen Dollar Profit abgeworfen, und so entschied sich Pope, die Produktion einzustellen und das Werk (mit Verlust!) an die Montrose Metal Gasket Company, einen Hersteller von metallischen Dichtungen, zu verkaufen.

## Modelle
| Modell | Bauzeitraum | Zylinder | Leistung         | Radstand     |
| ------ | ----------- | -------- | ---------------- | ------------ |
| I / II | 1904–1905   | 1        | 6 bhp (4,4 kW)   | 1651 mm      |
| IV     | 1905        | 2 Reihe  | 12 bhp (8,8 kW)  | 2083 mm      |
| V / VI | 1906        | 2 Reihe  | 14 bhp (10,3 kW) | 2159 mm      |
| X      | 1907–1908   | 4 Reihe  | 20 bhp (14,7 kW) | 2413 mm      |
| M      | 1908        | 4 Reihe  | 30 bhp (22 kW)   | 2743–2845 mm |